# Завадовский, Стефан Николаевич
Стефан Николаевич Завадовский (1886 — 9 июня 1917) — преподаватель, организатор первой музыкальной школы в Новониколаевске, главный комиссар городской народной милиции.

## Биография
Родился в 1886 году в Нарыме Томской губернии. Из семьи политических ссыльных.
Первое образование получил в Томской гимназии, затем обучался в духовной семинарии, после окончания которой в 1906 году устроился преподавателем в Новониколаевское частное мужское училище, которое готовило студентов к обучению в технических вузах.
В Новониколаевске входит в круг местных социал-демократов, в феврале 1908 года вступает в Новониколаевский комитет РСДРП.
В 1912 году был арестован и выслан в Томск. Три месяца провёл в тюрьме, но был освобождён из-за недостатка доказательств. В итоге покинул Сибирь для получения дальнейшего музыкального образования.
После окончания в 1915 году Московской консерватории отправился в Уфимское музыкальное училище.
В 1916 году вернулся в Новониколаевск, где начал преподавать в реальном училище имени Дома Романовых. 1 сентября этого года открыл собственную музыкальную школу и одновременно организовал городское музыкальное драматическое общество с целью последующей передачи ему своего образовательного учреждения. Однако этим планам помешала Февральская революция.
3 марта 1917 года, по результатам первого заседания комитета общественного порядка и безопасности, назначен комиссаром почт и телеграфа, три дня спустя — главным комиссаром городской народной милиции.
Умер 9 июня 1917 года.